# Filip Cenek
Filip Cenek (* 25. března 1976 Jeseník) je český výtvarný umělec a od roku 2019 děkan Fakulty výtvarných umění Vysokého učení technického v Brně.

## Biografie
Filip Cenek je vyučen promítačem. Po sportovní škole a všeobecném gymnáziu v Jeseníku absolvoval Fakultu výtvarných umění v Brně, Ateliér video Keiko Sei. Na FAVU zůstal jako pedagog Kabinetu video, kde od roku 2003 vyučuje předměty spojené s produkcí a recepcí pohyblivých obrazů. Od roku 2008 působí jako odborný asistent v Ateliéru intermédia Václava Statila.
V 90. letech se zabýval teorií a praxí nelineárních příběhů a narací v digitálním prostředí (zejména paradoxem spojení „interaktivní příběh“), od roku 1998 se v různých spolupracích věnuje animaci a živému obrazu (především ve vztahu k neostrosti, nečitelnosti a chybění jako tvořivému potenciálu). Za práce v oblasti vizuálních médií obdržel v roce 2004 Vývojový grant Tranzit. V roce 2006 vyšel u dánsko-amerického vydavatelství Errant Bodies, zaměřeného na současnou experimentální hudbu a její přesahy do výtvarného umění, DVD disk Carpets Curtains, dokumentující koncertní spolupráci s hudebníkem Ivanem Palackým. Během postgraduálního pobytu v Centru audiovizuálních studií FAMU v Praze se věnoval (pod pseudonymem VJ Věra Lukášová) aktualitě obrazu (vjing) a tvorbě improvizovaných re-editů z nalezených fotografií a zvuků, směřující ke specifické audiovizuální revizi vzpomínání a imaginarity (živé kino).
Za práce získal Cenu Josefa Hlávky. Je spoluorganizátorem brněnského festivalu New New! a jedním z kurátorů sekce Theatre Optique studentského Fresh Film Festu. V roce 2006 spoluzaložil elektronickou skupinu Midi lidi, ve které se společně s Janem Šrámkem a Magdalenou Hrubou podílel na její vizuální podobě (do léta 2010). Je zastoupen ve Sbírce moderního a současného umění Národní galerie v Praze, Sbírce Marek a v několika zahraničních filmotékách. Občasně se prezentuje na výstavách současného umění a festivalech (Centre Pompidou v Paříži, EMAF v Osnabrucku, NIVAF v Naganu, Parker’s Box v New Yorku, Metrónom v Barceloně, TransFusion v Hamburku, SPOR v Aarhus a v dalších).
V roce 2011 byl finalistou Ceny Jindřicha Chalupeckého. Mezinárodní porotu přesvědčil „sebejistým převedením pohyblivého obrazu, plastických elementů a dalšího vizuálního materiálu do komplexní instalace, která vtáhne diváka, ale odmítá rychlou interpretaci. Tato pracovní dvojznačnost významu a rezistence narativní jistoty působí svěže a odvážně“.
V únoru 2019 se stal děkanem Fakulty výtvarných umění Vysokého učení technického v Brně.